# Horst Urbschat
Horst Urbschat (geb. 4. Juli 1928 in Berlin; gest. 20. August 2020 ebenda) war ein deutscher Fotograf.

## Lebensweg

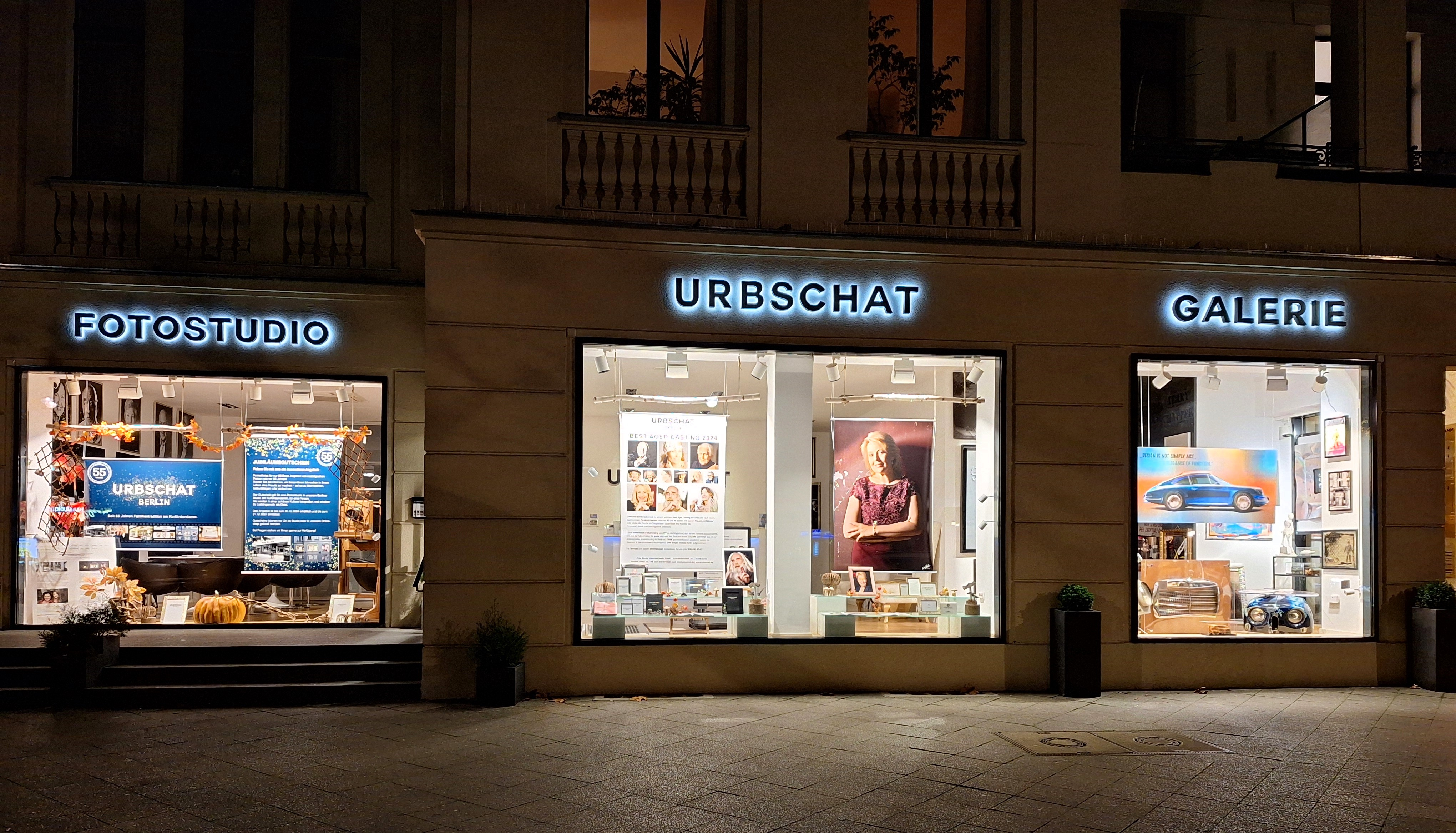
Kurfürstendamm 157 Fotostudio Urbschat

Horst Urbschats alleinerziehende Mutter betrieb einen kleinen Frisiersalon in Berlin-Kreuzberg in der Eisenbahnstraße 46, wo die Familie auch wohnte. Horst hatte eine ältere Schwester namens Sabine. Er besuchte die Volksschule am Moritzplatz. Als Zwölfjähriger führte Horst Urbschat eine 30-köpfige Jungen-Gruppe im Jungvolk. Mit dreizehn Jahren schloss Urbschat seine achtjährige Schulzeit ab.
Im Zweiten Weltkrieg, im Jahr 1941, nahm der damals dreizehnjährige Horst Urbschat eine Ausbildung zum Filmtechniker in den Geyer-Werken auf, einem Filmkopierwerk in Neukölln in der Harzer Straße 39–46. Er war dort zunächst in der Fotoabteilung tätig. Da die Geyer-Werke wöchentlich hunderte Kopien der Deutschen Wochenschau anfertigten, galt das Filmkopierwerk als kriegswichtig. Demzufolge wurde der bei Kriegsende 17-jährige Urbschat nicht zum Kriegsdienst, etwa als Flakhelfer oder als Reichsarbeitsdienstmann, eingezogen. Als die Geyer-Werke nach Hamburg umzogen, wurde Urbschat entlassen und nahm kurzzeitig eine Lehre bei einem Optiker in Berlin-Steglitz auf.
Im Jahr 1943 gründete Horst Urbschat zusammen mit dem späteren Verleger Eduard Grosse (geb. 1. Juli 1928 in Berlin; gest. 2015), Ralf Dahrendorf (1929–2009), Eberhard Grashoff (1928–2020), Horst Dohm (1930–1998) und anderen einen illegalen, oppositionellen, bürgerlich-liberalen Jugendverband, den „Freiheitsverband Höherer Schüler Deutschlands“.
Nach dem Ende des Zweiten Weltkriegs, im Herbst 1945, bewarb Urbschat sich auf eine Zeitungsanzeige hin als Fotolaborant bei der Agentur Puck und erhielt dort 1946 eine Lehrstelle als Fotograf. Die Agentur Puck, der erste private Pressedienst in Berlin, wurde 1945 von dem kriegsversehrten Jagdflieger Conrad Wegener und dem Fotografen Werner Kornetzky gegründet. Die beiden Inhaber betrieben zunächst ein Porträtstudio und spezialisierten sich bald auch auf Industriefotografie. Die Agentur Puck umfasste auch eine Werbeabteilung (die vor allem Filmplakate für Berliner Kinos wie das „Marmorhaus“ und die „Filmbühne Wien“ am Kurfürstendamm erstellte), einen Pressedienst und eine Abteilung für Messe- und Ausstellungsbau. Zunächst in der Reichsstraße in Westend ansässig, unweit des Berliner Messegeländes, zog die Agentur später in die Uhland-/Ecke Kantstraße um. Viele der für die Agentur tätigen Fotografen waren ehemalige Kriegsberichterstatter der nationalsozialistischen Propagandakompanien (Kühn, Falkowsky, Freytag); aber auch jüngere Kollegen (Schuster, Krüger) lieferten für „Puck“ Bilder vom Berlin der Nachkriegszeit. Wegener und Kornetzky beschäftigten zeitweise zwanzig Mitarbeiter. Urbschat lernte vor allem bei den beiden Fotografen Fischer und Sabansky. In seiner Zeit als Fotojournalist bei Puck dokumentierte Urbschat in den Jahren 1945 bis 1949 das zerbombte Berlin. Eine Auswahl von rund 90 Aufnahmen Urbschats erschien 2002 in dem von Steffen Damm herausgegebenen Buch „Berlin im Jahre Null“.
Auf die Dauer konnte die Agentur Puck sich nicht halten. Ihr Bildbestand wurde von der Bundesbildstelle übernommen; ein großer Teil davon liegt seit 1996 als Depositum im Deutschen Historischen Museum (DHM) in Berlin.
Im Jahr 1969 kaufte Horst Urbschat ein ursprünglich von dem Hamburger Hoffotografen Rudolf Dührkoop (1848–1918) begründetes Fotostudio in Berlin und legte damit den Grundstein für das Familienunternehmen Foto-Urbschat.
Zu den etwa 50 Lehrlingen, die Horst Urbschat im Laufe seiner Berufsjahre ausbildete, zählten auch seine Töchter Daniela und Nicole, zudem seine beiden Enkel Dirk Dehmel und Yvonne Huber. Bereits im Alter von 13 Jahren, 1972, ging Urbschats älteste Tochter, Daniela, bei ihrem Vater in die Fotografenlehre, danach stieg sie ins Geschäft ein. 1984 entschied sich auch ihre Schwester Nicole für eine Fotografenausbildung beim Vater. Beide Schwestern übernahmen 1994 das Geschäft ihres Vaters. Die Enkel Dirk Dehmel (Lehre 1995) und Yvonne Huber (Lehre 2000) waren die letzten Auszubildenden Horst Urbschats, der sich 2004 in den Ruhestand verabschiedete.
Das Fotostudio Urbschat hatte seit 1969 seinen Standort nacheinander am Kurfürstendamm 170, 173 und 157. 2005 zog Foto-Urbschat vom Kurfürstendamm 173 in den Kurfürstendamm 170, Anfang 2014 vom Kurfürstendamm 170 in den Kurfürstendamm 157 um.
Horst Urbschat hat mit seinem Enkelsohn Dirk Dehmel gemeinsam eine Ausstellung unter dem Titel „Geschichte in zwei Augenblicken“ erstellt: Fotografien von Horst Urbschat aus den Jahren 1945 bis 1949, auf denen etwa das Kaufhaus des Westens (KaDeWe), der Berliner Breitscheidplatz, die Friedrichsbrücke oder das Brandenburger Tor zu sehen sind, wurden 2020 erneut fotografiert und die beiden Bilder mit Hilfe der Lentikular-Technik (Linsenrasterdruck) zu einem vereint. Je nach dem Blickwinkel des Betrachters sieht dieser die neue oder die alte Ansicht.
Horst Urbschat starb in der Nacht zum 20. August 2020 im Alter von 92 Jahren.

## Geschäftsnachfolge
Horst Urbschats Töchter Daniela und Nicole übernahmen 1994 das Geschäft ihres Vaters. Die Enkel Dirk Dehmel (Lehre 1995) und Yvonne Huber (Lehre 2000) waren die letzten Auszubildenden von Horst Urbschat, der sich 2004 zur Ruhe setzte.
Nicole Urbschat und ihr Ehemann Martin Urbschat führen ein Fotostudio in Kleinmachnow bei Potsdam, ihrem Wohnort.
Auf Mallorca leitet Horst Urbschats Enkeltochter Natalie Bernsteiner eine Finca, die für Fotoshootings verwendet wird.
Die Familie Urbschat bildet an ihrer privaten Berufsfachschule namens „Gestalterei“ in Berlin-Charlottenburg Fotografen, Make-Up-Artists und Mediengestalter aus.
Im Jahr 2017 ging die Leitung des Unternehmens Urbschat an Yvonne Urbschat-Huber (Tochter von Daniela Urbschat und Peter Huber) und damit an die dritte Generation über.
Horst Urbschats Enkelsohn Dirk Dehmel (ein Sohn von Daniela Urbschat) arbeitet unter anderem als Werbefotograf.

## Veröffentlichungen
- Steffen Damm: Horst Urbschat, Berlin im Jahre Null. 1. Auflage. Bostelmann und Siebenhaar, Berlin 2002, ISBN 978-3-934189-88-1.
- Paul O. Rave (Autor), Horst Urbschat (Illustrator), Klaus G. Beyer (Illustrator): Berlin in der Geschichte seiner Bauten, ISBN 978-3-422-00133-6, 106 Seiten, schwarz-weiße teils ganzseitige Tafeln und farbige Tafeln von Horst Urbschat und Klaus G. Beyer, Reihe: Deutsche Lande-Deutsche Kunst; begründet von Burkhard Meier. Deutscher Kunstverlag, München, 4. unveränderte Auflage, 1987
- Steffen Damm: Heimat – ein vorläufiger Kommentar zu Horst Urbschats Fotoreportagen aus der Trümmerstadt Berlin (1945–1949), S. 179 bis S. 191, In: Heimat, liebe Heimat : Exil und Innere Emigration (1933–1945) ; das 3. Berliner Symposion, herausgegeben von Hermann Haarmann, Berlin : Verlag Bostelmann & Siebenhaar, Berlin 2004, akte exil. Eine Schriftenreihe des Instituts für Kommunikationsgeschichte und angewandte Kulturwissenschaften (IKK) der Freien Universität Berlin, Band 9
- Curt Riess: Berlin Berlin 1945–1953, hrsg. von Steffen Damm, mit 28 Fotos von Horst Urbschat, Verlag: Bostelmann und Siebenhaar, Berlin, 2002, 1. Auflage, 304 Seiten, ISBN 3-934189-81-4